# Viktor Roth
Viktor Roth, uneori Victor Roth, (n. 28 august 1874, Sebeș – d. 19 aprilie 1936, Sebeș) a fost un pastor luteran și istoric sas transilvănean, membru de onoare al Academiei Române din 1926.
A urmat școala primară și gimnaziul la Gimnaziul evanghelic din Sebeș, care pe atunci era parte a comitatului Sibiu. Și-a continuat studiile la Liceul Johannes Honterus din Brașov. După liceu a urmat studii de germanistică, latină și teologie la Tübingen, Cluj, Halle și Erlangen. Lucrarea sa de doctorat a avut ca temă Metrica în lirica lui Ludwig Uhland.
După absolvire a ocupat posturi de învățător și profesor în diferite localități. Între 1902-1911 a fost pastor evanghelic în Laslea.
În anul 1918 s-a stabilit definitiv la Sebeș, unde a activat până la sfârșitul vieții ca pastor evanghelic.
A efectuat călătorii de documentare în Austria, Germania, Boemia și Italia.
A publicat lucrări științifice, articole și studii în reviste de specialitate.
Universitatea din Viena i-a decernat în 1921 titlul “Doctor honoris causa”, iar Academia Română i-a acordat în 1926 titlul de “Membru de Onoare”.
Ca invitat al lui Nicolae Iorga, a ținut o conferință la Universitatea de Vară de la Vălenii de Munte.
A lăsat o serie de scrieri în special tratând istoria arhitecturii și artelor germane, săsești și ardelenești. Este considerat ca fiind primul cercetător care a abordat problematica artelor și arhitecturii autohtone pe baze științifice moderne.
Primăria Sebeș l-a declarat pe Viktor Roth cetățean de onoare al orașului.

## Scrieri
- Geschichte der deutschen Baukunst in Siebenbürgen", 1905
- Geschichte der deutschen plastischen Kunst in Siebenbürgen", 1906
- Geschichte des deutschen Kunstgewerbes in Siebenbürgen, 1908
- Beiträge zur Kunstgeschichte Siebenbürgens, 1914
- Siebenbürgische Altäre, 1916
- Goldschmiedearbeiten, Sibiu, 1922
- Die ev. Kirche A. B. in Mühlbach, Editura W. Krafft. Sibiu, 1922[5]
- Andreas Waldhütter - Ein siebenbürgischer Pfarrerroman (Roman)[6], Editura Honterus, 2007, ISBN 978-973-87070-5-6